# Phylloniscus braunsi
Phylloniscus braunsi är en kräftdjursart som beskrevs av William Frederick Purcell 1903. Phylloniscus braunsi ingår i släktet Phylloniscus och familjen Titaniidae. Inga underarter finns listade i Catalogue of Life.